# Drenthe
Pour le footballeur néerlandais, voir Royston Drenthe.
Drenthe, ou la Drenthe (les deux formes sont acceptées) est une province du nord-est des Pays-Bas, dont le chef-lieu est Assen. Elle est bordée par l'Overijssel au sud, la Frise à l'ouest, la Groningue au nord, ainsi que l'Allemagne à l'est (districts d'Emsland et de Bentheim). En 2020, la Drenthe compte 493 682 habitants.

## Histoire
Drenthe est toujours la partie la moins densément peuplée des Pays-Bas depuis le Haut Moyen Âge. Excepté quelques industries à Assen et Emmen, la province restera agricole.

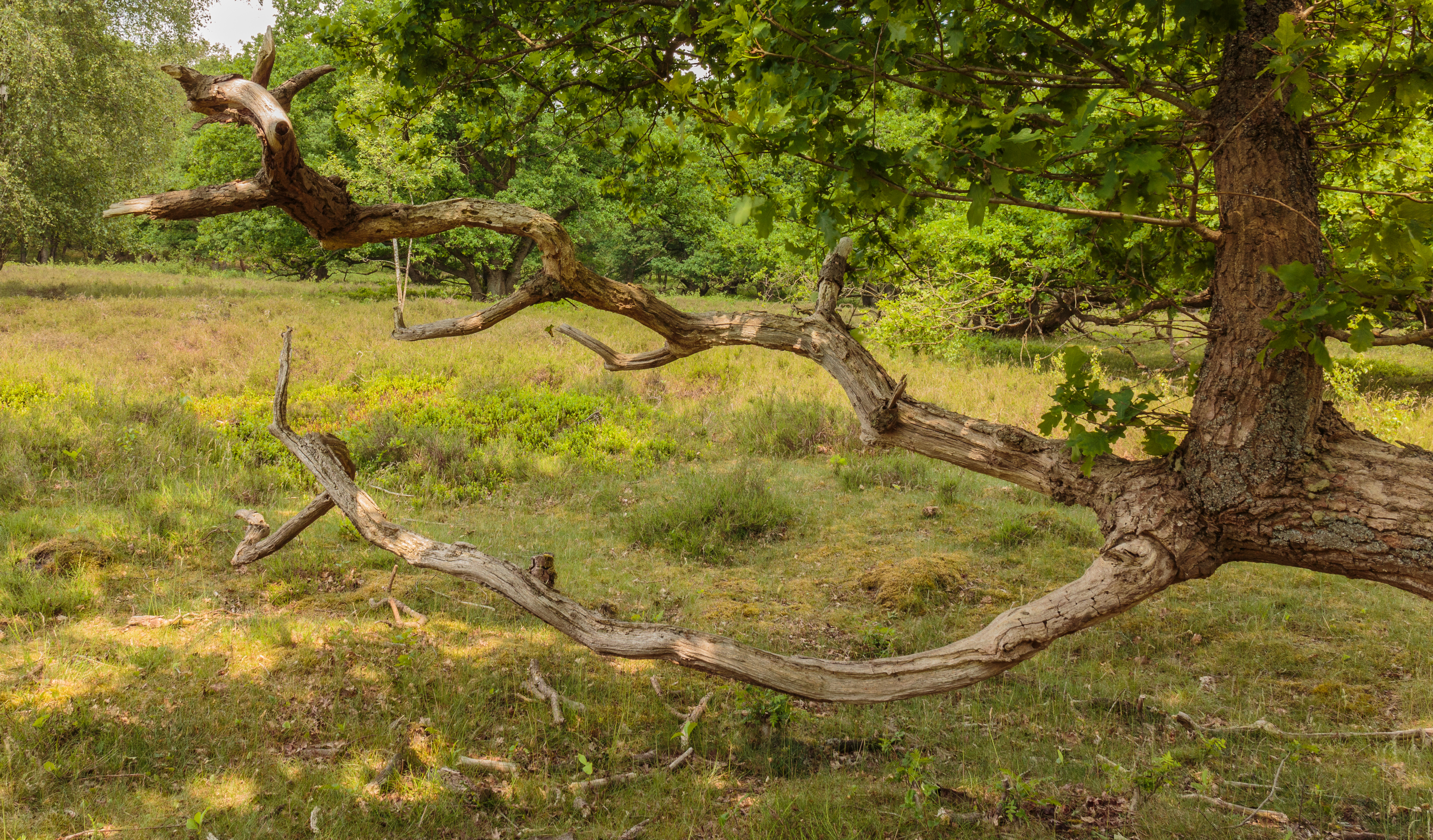
Promenade dans le parc De Strubben-Kniphorstbos à Anloo, détail d'un chêne.

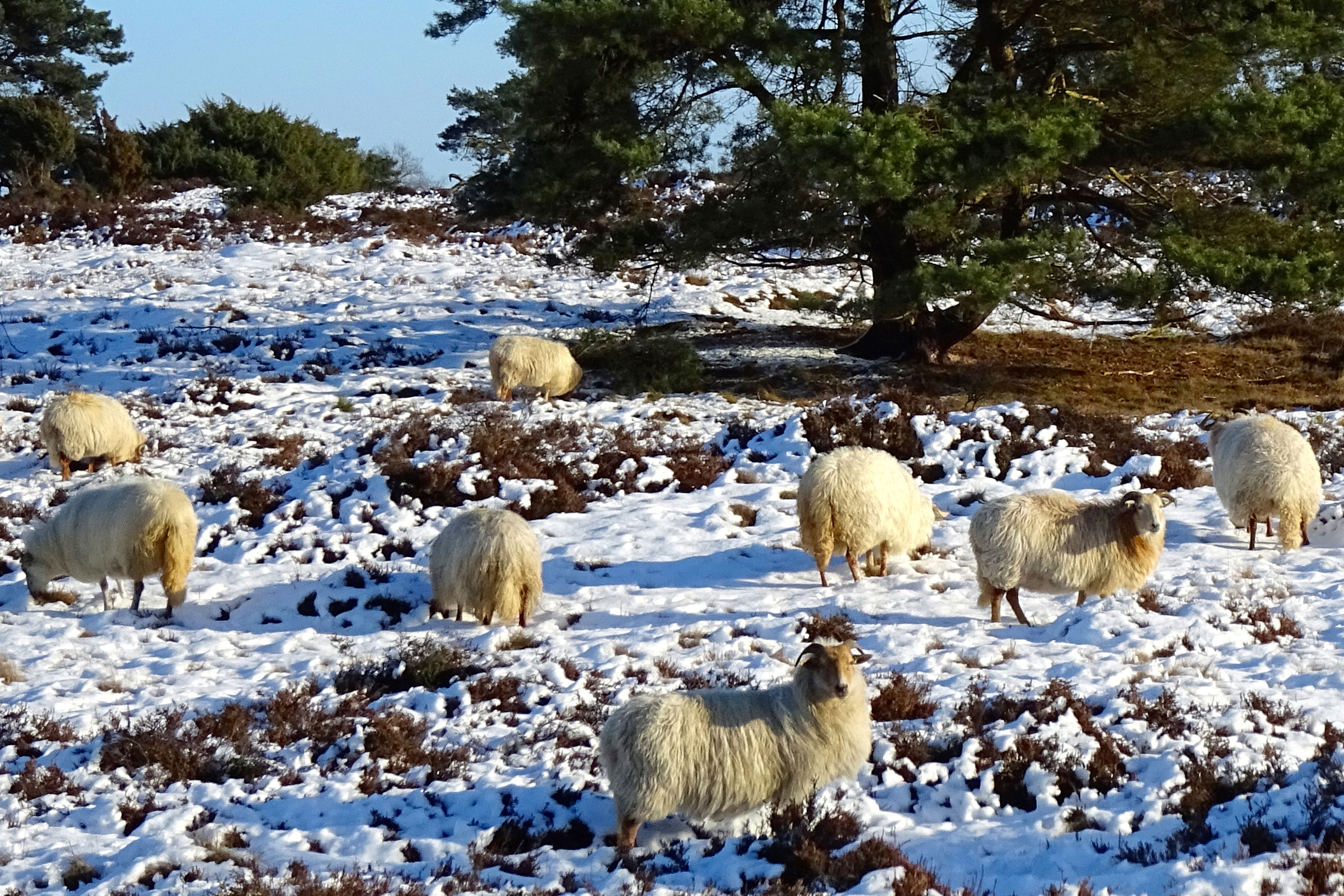
Le Drouwenerzand en hiver, à Drouwen.

Drenthe est pourtant peuplée dès la Préhistoire. On a retrouvé des artefacts datés de la glaciation de Riss, il y a 150 000 ans, les plus anciens connus aux Pays-Bas. Vers 5000 av. J.-C., la région était de nouveau colonisée par l'homme comme le montrent les découvertes archéologiques de Hoetmansmeer (nl) en Groningue : ces vestiges sont attribués à une peuplade de nomades du Mésolithique, qui a dû quitter la région à cause de l'extension des marécages et des conditions insalubres qui en découlent. Dans les environs de Valthe-Ter Apel et de la Nouvelle-Dordrecht, on met au jour les vestiges de chemins très anciens (du néolithique à l'âge du fer), recouverts par la tourbière de Bourtange. Des dolmens sont élevés vers 3500 av. J.-C. : 53 des 54 dolmens néerlandais (appelés hunebedden, « lits des Huns ») se trouvent dans la Drenthe, surtout dans la partie nord-est, comme le « dolmen D41 » à Emmen.
Le nom de Drenthe est mentionné pour la première fois dans un document de 820, la région est alors appelée Pago Treanth.
La Drenthe, ainsi que le Salland, appartenait au Xe siècle au comte Éverard, mari d'Amalrade, sœur de la reine Mathilde. Éverard a pour fils Thierry, qui en 962 devient évêque de Metz. Éverard meurt probablement en 966.
La mort d'Éverard fait probablement passer la Drenthe à Wichmann du Hamalant ; car en 1006 son gendre Baldéric en est le possesseur. Après quoi ce fut le duc Godefroid de Basse-Lotharingie qui en est investi. À sa mort, Henri II concède le comitatus de Drenthe à l'évêque d'Utrecht, tandis que le 26 juillet 1025, Conrad II le confirme : le comte épiscopal était alors Temmo.
Gothelon Ier, fils de Godefroid, qui avait commencé par faire opposition au nouveau roi, se soumet à la Noël de 1025. Il réussit alors à récupérer la Drenthe ; il la transmet même à son fils Gothelon II. En 1046, à la suite de la mort du duc, Henri III en dispose à nouveau en faveur de la principauté ecclésiastique d'Utrecht, à laquelle Henri IV le confirme.
Après avoir donc longtemps été un fief épiscopal, la Drenthe est cédée par l'évêque Henri de Wittelsbach à l'empereur Charles Quint en 1528. Elle est intégrée aux possessions des Habsbourgs aux Pays-Bas. À la suite de la proclamation d'indépendance de la République des Sept Provinces en 1581, la Drenthe fait partie des Provinces-Unies, mais n'acquiert le statut provincial qu'en 1796, à cause de sa pauvreté.
Peu avant le début de la Seconde Guerre mondiale, le gouvernement néerlandais fait construire un camp près de la ville de Hooghalen pour accueillir des réfugiés juifs allemands. Paradoxalement, il sert aux occupants allemands de camp de transit (sous le nom de KZ Westerbork) pour Juifs, Tsiganes, résistants et opposants politiques envoyés dans des camps de concentration en Allemagne ou en Pologne. Anne Frank est déportée en prenant le dernier train qui part de ce camp.

## Administration
Le Conseil provincial comprend 51 sièges. Il est présidé par le commissaire du Roi, de même que le gouvernement provincial, composé de gedeputeerden.
Le Musée régional de Drenthe se trouve à Assen.

## Communes de la province de Drenthe
La réforme territoriale des années 1990 a réduit le nombre de communes à 12. Chaque commune comprend plusieurs villes et villages.
| 1. Aa en Hunze 2. Assen 3. Borger-Odoorn 4. Coevorden 5. Emmen 6. Hoogeveen 7. Meppel 8. Midden-Drenthe 9. Noordenveld 10. Tynaarlo 11. Westerveld 12. De Wolden |  | Commune de la province de Drenthe |

En 2006, les six communes les plus peuplées de la province sont :
- Assen (60 690 habitants)
- Emmen (51 510 habitants)
- Hoogeveen (37 720 habitants)
- Meppel (30 544 habitants)
- Coevorden (14 450 habitants)
- Zuidlaren (10 720 habitants)

## Géographie et économie
La Drenthe reste majoritairement rurale. Elle est couverte de landes, sans rivières ou lacs d'importance.
L'agriculture est le principal employeur, même si l'on trouve quelques zones industrielles près des villes. La tranquillité de la province attire les touristes. C'est le paradis néerlandais du cyclotourisme avec des centaines de kilomètres de pistes cyclables permettant de traverser forêts, landes et canaux.

## Démographie
|            | 31/12/1960 | 31/12/1970 | 31/12/1980 | 31/12/1990 | 31/12/2000 | 31/12/2012 | 31/12/2013 |
| ---------- | ---------- | ---------- | ---------- | ---------- | ---------- | ---------- | ---------- |
| Population | 314 424    | 372 580    | 421 528    | 443 510    | 474 506    | 489 918    | 488 988    |

## Dialectes
Plus de la moitié de la population parle le drents à divers degrés, langue minoritaire protégée, qui fait partie des langues bas-saxonnes.